# Sirambas
Sirambas is een bestuurslaag in het regentschap Mandailing Natal van de provincie Noord-Sumatra, Indonesië. Sirambas telt 1220 inwoners (volkstelling 2010).